# Fejø
Fejø é uma ilha da Dinamarca, situada a norte de Lolland, no estreito denominado Smålandsfarvandet. Ocupa uma área de 16 km² e tinha 455 habitantes em 2014. Fejø tem duas localidades, Vesterby e Østerby.